# L'Embroc
L'Embroc est une saynète dramatique en un acte d'Henry de Montherlant adaptée du dialogue intitulé Les Onze devant la porte dorée, extrait du livret Les Olympiques du même auteur, paru en 1924.
La pièce a été présentée pour la première fois au théâtre des Mathurins à Paris le 28 septembre 1963 dans une mise en scène d'Henri Rollan avec des décors de Laverdet.
Au même programme de cette première création est jouée la pièce en 4 actes Fils de personne du même auteur. Le spectacle commence par une allocution enregistrée d'Henry de Montherlant.

## L'intrigue
Deux jeunes garçons adeptes de football se confrontent dans un dialogue passionné. Du haut de ses dix-sept ans, le capitaine de l'équipe de football apprend d'un jeune cadet de quinze ans, Jacques Peyrony, qu'il va quitter le groupe.
Heurté et désemparé par cette décision inattendue, le capitaine va tout tenter pour lui faire changer d'avis et rester dans l'équipe. Les arguments sont autant respectueux qu'affectifs et un lien de complicité réunit les deux jeunes gens. Au bout de tant d'efforts, le jeune accepte et brandit symboliquement, un flacon d’embrocation à l'attention de son capitaine. Cette pommade est censée réchauffer les muscles et protéger de certaines blessures. 

## Mises en scène de la pièce
- Théâtre des Mathurins à Paris le 28 septembre 1963 avec Patrick Maurin / Patrick Dewaere (le capitaine) et François Leccia (le cadet), dans une mise en scène d'Henri Rollan et des décors de Laverdet.